# Salem (Massachusetts)
Salem je město v okrese Essex County ve státě Massachusetts ve Spojených státech amerických.
K roku 2010 zde žilo 41 340 obyvatel. S celkovou rozlohou 46,8 km² byla hustota zalidnění 880 obyvatel na km². Město Salem je známé díky čarodějnickým procesům, které zde probíhaly v roce 1692.